# Bathyraja papilionifera
Bathyraja papilionifera is een vissensoort uit de familie van de Arhynchobatidae. De wetenschappelijke naam van de soort is voor het eerst geldig gepubliceerd in 1985 door Stehmann.